# Огородники (Кобринский район)
Огоро́дники (бел. Агароднікі, полес. Огоріднікі) — деревня в Кобринском районе Брестской области Белоруссии. Входит в состав Батчинского сельсовета.
По данным на 1 января 2016 года население составило 16 человек в 10 домохозяйствах.

## География
Деревня расположена на северном берегу реки Мухавец, в 8 км к западу от города и станции Кобрин, 3 км от остановочного пункта Батча, в 46 км к востоку от Бреста, у автодороги Р104 Кобрин-Жабинка.
На 2012 год площадь населённого пункта составила 0,38 км² (38 га).

## История
Населённый пункт известен с 1597 года. В разное время население составляло:
- 1897 год: 20 дворов, 178 человек;
- 1905 год: 193 человека;
- 1921 год: 22 двора, 126 человека;
- 1940 год: 41 двор, 221 человек;
- 1970 год: 84 человек;
- 1999 год: 15 хозяйств, 28 человек;
- 2005 год: 12 хозяйств, 25 человек;
- 2009 год: 16 человек;
- 2016 год[2]: 10 хозяйств, 16 человек;
- 2019 год[1]: 20 человек.